# Armonia Center Arad
Armonia Center Arad a fost un centru comercial din orașul Arad, deschis la data de 28 mai 2008. A fost dezvoltat în urma unei investiții de 50 de milioane de euro, de compania RED Management Capital, care a realizat și centrul comercial Armonia Brăila.
În iulie 2007, centrul comercial a fost cumpărat de fondul de investiții austriac Immofinanz pentru suma de 78 milioane de euro.
Armonia Center avea o suprafață de aproximativ 60.000 mp din care 43.000 mp închiriabili. Distanța din centrul orașului este de aproximativ 3 km până la centrul comercial. În cadrul Armonia Center  au funcționat un hipermarket Carrefour de 7.400 mp, un magazin de bricolaj de 10.000 mp, Bricostore, un magazin de mobilă Staer de 4.400 mp, un magazin de electronice Flanco de 3.000 mp, un magazin de articole sportive Intersport de 1.450 mp și alte 55 de magazine.
În iulie 2012, hipermarketul Carrefour a fost închis, iar Immofinanz a anunțat reconversia centrului comercial în centru logistic.
În decembrie 2021, Immofinanz a vândut fostul centru comercial către fondul de investiții suedez Oresa. Compania intenționează să dezvolte un proiect cu destinație mixtă, care să includă un parc industrial, respectiv o zonă comercială.